# Khát vọng Thăng Long
Khát vọng Thăng Long là một bộ phim lịch sử - hành động Việt Nam năm 2010 của đạo diễn Lưu Trọng Ninh. Phim kể về cuộc đời của Lý Công Uẩn và Lê Long Đĩnh từ lúc nhỏ cho đến khi Lý Công Uẩn lên làm vua và ban Chiếu dời đô.
Khát vọng Thăng Long cũng là một bộ phim nhựa lịch sử mừng Đại lễ 1000 năm Thăng Long - Hà Nội.

## Nội dung
Phim lấy bối cảnh nước Đại Cồ Việt cuối thế kỷ 10, khi Lê Long Đĩnh vừa được hạ sinh. Lý Công Uẩn lớn lên nơi chùa Cổ Pháp, rồi vào Hoa Lư phò tá Lê Hoàn, trở thành chỉ huy cấm vệ quân và trở thành bạn thân của Lê Long Đĩnh, động thời cũng là chứng nhân của nhiều biến động cung đình, mà nổi bật nhất trong đó là vụ ám hoàng đế Lê Long Việt. Bộ phim cũng kể về một mối tình tay ba giữa Lý Công Uẩn, Lê Long Đĩnh và ca nữ Dạ Hương.

## Diễn viên
- Quách Ngọc Ngoan vai Lý Công Uẩn
- Vũ Đình Toàn vai Lê Long Đĩnh
- Nguyễn Thu Trang vai ca nữ Dạ Hương
- Ngô Mỹ Uyên vai Phụng Càn Chí Lý Hoàng hậu

## Sản xuất và phát hành
Khát vọng Thăng Long do Công ty cổ phần Kỷ Nguyên Sáng đầu tư và sản xuất. Nghệ sĩ nhân dân Lưu Trọng Ninh làm đạo diễn. Johnny Trí Nguyễn chỉ đạo võ thuật. Đạo diễn hình ảnh bởi Dominic Pereira. Lưu Trọng Ninh và Charlie Nguyễn chắp bút kịch bản. Trần Bảo Chi thiết kế trang phục. Hồ Hoài Anh và Thanh Trần phụ trách âm nhạc. Công ty Kinomotive (của Hàn Quốc) thực hiện các kỹ xảo. Các cảnh quay được thực hiện tại Thái Bình, Ninh Bình, Huế, Hà Nội, Đắk Lắk.
Dù được đánh giá là bộ phim thành công về mặt diễn xuất, cũng như gây được hiệu ứng tốt với khán giả, Khát vọng Thăng Long lại không thành công về mặt doanh thu. Lý giải cho việc này, các nhà sản xuất cho rằng bộ phim gặp phải nhiều phim khác là "đối thủ cạnh tranh" tại các rạp nên khung giờ chiếu bị hạn chế, cộng thêm việc quảng bá của phim cũng bị hạn chế hơn so với các phim nước ngoài đang được công chiếu khác.

## Giải thưởng
- Giải Cánh diều bạc 2010 cho phim nhựa
- Giải Đạo diễn xuất sắc cho Lưu Trọng Ninh (Cánh diều vàng 2010)
- Giải Nam diễn viên chính xuất sắc cho Vũ Đình Toàn trong vai Lê Long Đĩnh (Cánh diều vàng 2010)[5]

## Bê bối
Nhà sản xuất phim công bố tác giả kịch bản phim Khát vọng Thăng Long là Lưu Trọng Ninh, Phan Đăng Di và Charlie Nguyễn. Tuy nhiên, nhà văn - nhà báo Phạm Tường Vân (người đã ký hợp đồng viết kịch bản cho phim Khát vọng Thăng Long với công ty "Kỷ Nguyên Sáng") khẳng định chắc chắn sẽ đưa những tranh chấp giữa mình và Kỷ Nguyên Sáng ra tòa nếu công ty này không có động thái tích cực.